# Villecomtal
Villecomtal település Franciaországban, Aveyron megyében. Lakosainak száma 426 fő (2022. január 1.). Villecomtal Campuac, Mouret, Muret-le-Château, Rodelle, Saint-Félix-de-Lunel és Sébrazac községekkel határos.

## Népesség
A település népessége az elmúlt években az alábbi módon változott:
| Lakosok száma | 520  | 458  | 419  | 436  | 400  | 394  | 403  | 407  | 417  | 426  |
|               | 1968 | 1982 | 1999 | 2006 | 2011 | 2015 | 2017 | 2018 | 2020 | 2022 |